# Kamila Brzoskówna
Kamila Brzoskówna (ur. w Warszawie, zm. 16 września 1917 w Węgrowie) – polska malarka, działaczka społeczna.

## Życiorys
Kamila Brzoskówna mieszkała we Francji, w Paryżu. Tam w 1914 roku wystawiała swoje dwie prace na Salonie Niezależnych: Portret Panny B oraz  W kawiarni o świcie. W tym samym roku jej prace były wystawiane w wystawie Towarzystwa Artystów Polskich w Paryżu. W 1917 roku wystawiała prace w Warszawie w ramach wystawy Sekcji Plastyków Polskiego Klubu Artystycznego.
W 1918 roku, po śmierci artystki, jej prace m.in. Tulipany, Kwiaty, Krajobraz, Widok z okna, W kawiarni, Pelargonie, Studium, Pajac wystawiono na wystawie zorganizowanej przez Związek Polskich Artystów Plastyków w Warszawie.

## Galeria

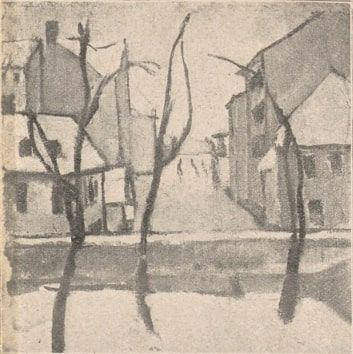
Krajobraz
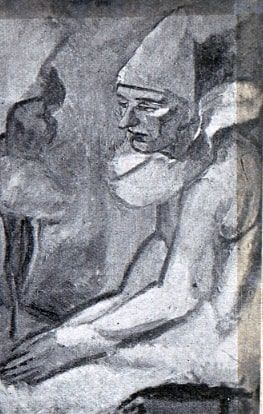
Pajace